# Vlachovice (Zlín)
Vlachovice é uma comuna checa localizada na região de Zlín, distrito de Zlín.